# リアール (フランスの通貨)

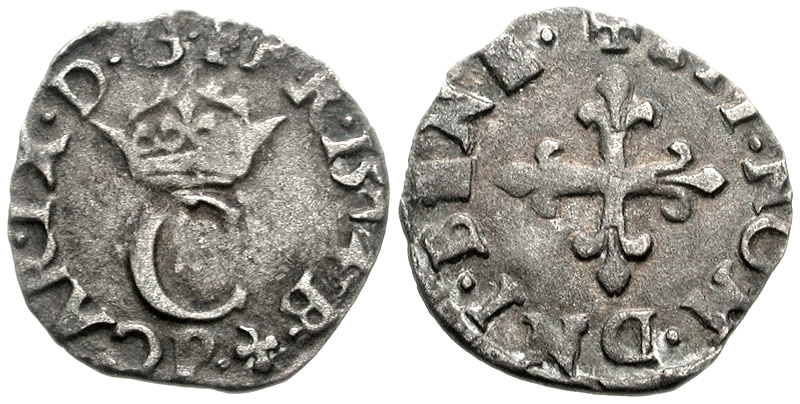
シャルル9世のリアール貨。1574年。銀貨。

ルイ14世のリアール貨。1657年。銅貨。

フランスにおけるリアール、リアル（フランス語: liard）はかつて使われていた貨幣のひとつ。銅貨とのみ解説されているケースも見られるがこれは末期の姿であり、後述のように銀貨、ビロン貨があり形態は時代ごとに異なった。
初出は1439年でこの時は銀貨であり、3ドゥニエの価値があると定められていた。アンリ2世（在位：1547年 - ）の時代にも重量は1.05グラムで品位179/1000という銀貨であった。シャルル9世の治世でも引き続き鋳造され、次代の1583年にアンリ3世はサン・エスプリ（精霊の）と呼ばれるタイプのリアール貨を発行した。これは1578年に創設した同名のサン･エスプリ勲章をかたどった貨幣であったが、ビロン貨であった。
ルイ14世が発行したリアールは銅貨であった。治世中、1654年には3ドゥニエであったものが、1658年に2ドゥニエに切り下げられ、1694には再度3ドゥニエの価値に戻された。
フランス革命まで存続し、以後は廃止された。
慣用句として「無一文である」と表現するとき、フランス語では“n'avoir pas un liard” という用例が見られる。
リアールという名前の通貨は、17世紀以降のリュクサンブール、リエージュ、オーストリア領ネーデルラントの銀貨として、主要通貨たる地位を占めるようになった。